# Coleophora caelebipennella
Coleophora caelebipennella é uma espécie de mariposa do gênero Coleophora pertencente à família Coleophoridae.